# Philipp A. E. Mayring
Philipp A. E. Mayring (* 7. Juni 1952 in München) ist ein deutscher Psychologe, Soziologe sowie Pädagoge und Mitbegründer der qualitativen Inhaltsanalyse. Von 2002 bis zu seiner Pensionierung 2017 war er Professor für Psychologische Methodenlehre an der Universität Klagenfurt. Er war Leiter der Abteilung für Angewandte Psychologie und Methodenforschung, mehrere Jahre Leiter des Instituts für Psychologie sowie Leiter des Zentrums für Evaluation und Forschungsberatung am Institut für Psychologie.

## Leben
Philipp Mayring studierte an der Ludwig-Maximilians-Universität München und an der Universität Augsburg Psychologie, Pädagogik und Soziologie, u. a. bei Heiner Keupp. Nachdem er 1985 im Fach Psychologie bei Dieter Ulich an der Universität Augsburg promovierte und sich dort 1990 habilitiert hatte, war er zunächst Forschungsassistent an der Universität München, dann Akademischer Rat und Oberrat an der Universität Augsburg. Von 1993 bis 2002 war er Professor für Pädagogische Psychologie an der pädagogischen Hochschule Ludwigsburg und wurde dort zum Prodekan und Prorektor für Forschung gewählt. Von 2002 bis zu seiner Pensionierung 2017 war er Professor für Psychologische Methodenlehre an der Universität Klagenfurt und Leiter der Abteilung für Angewandte Psychologie und Methodenforschung. Als Gastprofessor für qualitative Methoden lehrte er auch an den Universitäten Klagenfurt, Wien und Freiburg/Schweiz. 
Seine Forschungsschwerpunkte sind Fragen der Evaluation im Gesundheitsbereich (Land Kärnten, Fonds Gesundes Österreich), zum Zusammenhang von Wasser und Gesundheit (Kompetenznetzwerk Wasserressourcen), zur Curriculumevaluation (Universität Klagenfurt), zum E-Learning (GELSE-Initiative der Universität) und zur Methodenforschung (Qualitative Inhaltsanalyse; Mixed Methodology). Er war als Gutachter für das Deutsche Bundesministerium für Bildung und Wissenschaft, Schwerpunkt Pflegeforschung, für den Schweizerischen Nationalfonds, für den Jubiläumsfonds der Österreichischen Nationalbank und für die Deutsche Leibniz-Gesellschaft (Systemevaluationen) tätig.

## Schriften (Auswahl)
- Qualitative Inhaltsanalyse. Grundlagen und Techniken. Beltz Verlag, Weinheim 1983, 8. Auflage, Beltz, UTB, Weinheim 2003
- mit D. Ulich, K. Haußer, P. Strehmel, M. Kandler und B. Degenhardt: Psychologie der Krisenbewältigung. Eine Längsschnittuntersuchung mit arbeitslosen Lehrern. Beltz, Weinheim 1985.
- Einführung in die qualitative Sozialforschung. Eine Anleitung zu qualitativem Denken. Psychologie Verlags Union, München 1990, 5. Auflage, Beltz Studium, Weinheim 2002.
- mit W. Saup: Entwicklungsprozesse im Alter. Kohlhammer, Stuttgart 1990.
- Psychologie des Glücks. Kohlhammer, Stuttgart 1991.
- mit U. Ulich: Psychologie der Emotionen (Grundriß der Psychologie, Band 5). Kohlhammer, Stuttgart 1992, 2. überarbeitete und erweiterte Auflage, Kohlhamme, Stuttgart 2003
- mit T. Faltermayer, W. Saup und P. Strehmel: Erwachsenenalter (Grundriß der Psychologie, Band 14). Kohlhammer, Stuttgart 1992, 2. überarbeitete und erweiterte Auflage. Kohlhammer, Stuttgart 2002.
- mit R. Buchmüller, S. Dobler, T. Kiefer, F. Margulies, M. Melching und H.-D. Schneider: Vor dem Ruhestand. Eine psychologische Untersuchung zum Erleben der Zeit vor der Pensionierung. Huber, Bern 1996.
- mit J. König, N. Birk und A. Hurst: Opfer der Einheit – Eine Studie zur Lehrerarbeitslosigkeit in den neuen Bundesländern. Leske & Buddrich, Opladen 2000.
- mit Ch. v. Rhoeneck (Hrsg.): Learning Emotions. The Influence of Affective Factors on Classroom Learning. Lang, Frankfurt 2003.